# Circunferencia inscrita y exinscrita en un triángulo
En geometría, la circunferencia inscrita o círculo inscrito de un triángulo es el círculo más grande contenido en el triángulo; toca (es tangente a) los tres lados. El centro de la circunferencia inscrita se llama incentro del triángulo.

Triángulo (negro) con circunferencia inscrita (azul), incentro (I), circunferencia exinscrita (naranja), excentros (J_{A},J_{B},J_{C}), bisectrices de los ángulos internos (rojo) y bisectrices de los ángulos exteriores (verde)

Una circunferencia exinscrita o círculo exinscrito del triángulo es un círculo exterior al triángulo, tangente a uno de sus lados y tangente a la extensión de los otros dos lados. Cada triángulo tiene tres circunferencias exinscritas distintas, cada una tangente a uno de los lados del triángulo.
El centro de la circunferencia inscrita, llamado incentro, puede ser encontrado en la intersección de las tres bisectrices de los ángulos internos. El centro de una circunferencia exinscrita es la intersección de la bisectriz de un ángulo interno (de vértice A, por ejemplo) y las bisectrices de los otros dos ángulos exteriores.  El centro de esa circunferencia se llama excentro relativo al vértice A, o excentro de A. Debido a que la bisectriz interior de un ángulo es perpendicular a la bisectriz del ángulo exterior, se deduce que el centro de la circunferencia inscrita junto con los tres excentros forman un Sistema ortocéntrico.
No todos los polígonos con más de tres lados tienen circunferencias inscritas tangentes a todos sus lados; estos se llaman polígonos tangenciales. Véanse también las rectas tangentes a la circunferencia.

## Relación con el área del triángulo
Los radios de las circunferencias inscritas y exinscritas están estrechamente relacionados con el área del triángulo.

### Circunferencia inscrita
Supongamos que {\displaystyle \triangle ABC} tiene una circunferencia inscrita con radio r y centro I.
Sea a la longitud de BC, b la longitud de AC, y c la longitud de AB.
Ahora, la circunferencia inscrita es tangente a AB en algún punto C′, y así {\displaystyle \angle AC'I} es recto. 
Por tanto el radio C'I  es la altura del {\displaystyle \triangle IAB}. 
Por lo tanto {\displaystyle \triangle IAB} tiene una base de medida c , una altura de medida r, y así el área es {\displaystyle {\tfrac {1}{2}}cr}.
Del mismo modo, {\displaystyle \triangle IAC} tiene área {\displaystyle {\tfrac {1}{2}}br} y {\displaystyle \triangle IBC} 
tiene área {\displaystyle {\tfrac {1}{2}}ar}.
Dado que estos tres triángulos componen al {\displaystyle \triangle ABC}, vemos que :{\displaystyle \Delta ={\frac {1}{2}}(a+b+c)r=sr,}      y      {\displaystyle r={\frac {\Delta }{s}},}
Donde {\displaystyle \Delta } es el área de {\displaystyle \triangle ABC} y {\displaystyle s={\frac {1}{2}}(a+b+c)} es su semi perímetro.
Para una fórmula alternativa, se puede considerar {\displaystyle \triangle IC'A}. Este es un triángulo rectángulo con un cateto igual a r y otro cateto igual a {\displaystyle r\cot {\frac {\angle A}{2}}}. Lo mismo es cierto para {\displaystyle \triangle IB'A}. El triángulo grande se compone por 6 triángulos y el total de su área es:{\displaystyle \Delta =r^{2}\cdot (\cot {\frac {\angle A}{2}}+\cot {\frac {\angle B}{2}}+\cot {\frac {\angle C}{2}})}

### Circunferencia exinscrita
Los radios de las circunferencias exinscritas son llamados exradios. La circunferencia exinscrita al lado AB toca al lado AC extendido en G, y el radio de esta circunferencia exisncrita es {\displaystyle r_{c}} y su centro es {\displaystyle I_{c}}. Entonces, {\displaystyle I_{c}G} es la altura de {\displaystyle \triangle ACI_{c}}, y así {\displaystyle \triangle ACI_{c}} tiene área {\displaystyle {\tfrac {1}{2}}br_{c}}. Por un argumento similar, {\displaystyle \triangle BCI_{c}} tiene área {\displaystyle {\tfrac {1}{2}}ar_{c}} y {\displaystyle \triangle ABI_{c}} tiene área
{\displaystyle {\tfrac {1}{2}}cr_{c}}.
Por tanto: {\displaystyle \Delta ={\frac {1}{2}}(a+b-c)r_{c}=(s-c)r_{c}}.
Así, por simetría, :{\displaystyle \Delta =sr=(s-a)r_{a}=(s-b)r_{b}=(s-c)r_{c}}.
Por el teorema del coseno, se tiene que: {\displaystyle \cos A={\frac {b^{2}+c^{2}-a^{2}}{2bc}}}
Combinando esto con la identidad {\displaystyle \operatorname {sen} ^{2}A+\cos ^{2}A=1}, se tiene que: {\displaystyle \operatorname {sen} A={\frac {\sqrt {-a^{4}-b^{4}-c^{4}+2a^{2}b^{2}+2b^{2}c^{2}+2a^{2}c^{2}}}{2bc}}}
Pero {\displaystyle \Delta ={\tfrac {1}{2}}bc\operatorname {sen} A}, y así: {\displaystyle {\begin{aligned}\Delta &={\frac {1}{4}}{\sqrt {-a^{4}-b^{4}-c^{4}+2a^{2}b^{2}+2b^{2}c^{2}+2a^{2}c^{2}}}\\&={\frac {1}{4}}{\sqrt {(a+b+c)(-a+b+c)(a-b+c)(a+b-c)}}\\&={\sqrt {s(s-a)(s-b)(s-c)}},\end{aligned}}}
Esta es la fórmula de Herón.
Combinando esto con {\displaystyle sr=\Delta }, se tiene que :{\displaystyle r^{2}={\frac {\Delta ^{2}}{s^{2}}}={\frac {(s-a)(s-b)(s-c)}{s}}.}
Del mismo modo, {\displaystyle (s-a)r_{a}=\Delta } da: {\displaystyle r_{a}^{2}={\frac {s(s-b)(s-c)}{s-a}}} y :{\displaystyle r_{a}={\sqrt {\frac {s(s-b)(s-c)}{s-a}}}.}
A partir de estas fórmulas se puede ver que las circunferencias exisncritas son siempre más grandes que las circunferencias inscritas y la circunferencia exinscrita más grande es la que es tangente al lado más largo y la más pequeña es la tangente al lado más corto. Es más, combinando estas fórmulas:{\displaystyle \Delta ={\sqrt {rr_{a}r_{b}r_{c}}}.}
La relación del área de la circunferencia inscrita al área del triángulo es menor o igual a {\displaystyle {\frac {\pi }{3{\sqrt {3}}}}}, con la igualdad solo para el triángulo equilátero.

## Construcciones relacionadas

### Circunferencia de los nueve puntos y el punto de Feuerbach
La circunferencia tangente a las tres circunferencias exinscritas y a la circunferencia inscrita es conocido como circunferencia de los nueve puntos. El punto donde el círculo de nueve puntos toca la circunferencia inscrita es conocido como el punto de Feuerbach.

### Triángulo y punto de Gergonne
El triángulo de Gergonne (de ABC) está definido por los 3 puntos de contacto de la circunferencia inscrita con los 3 lados.
El punto de contacto opuesto al vértice A se denota TA, etc.
Este triángulo de Gergonne TATBTC también se conoce como triángulo de contacto o triángulo en contacto con ABC. Así mismo, es el triángulo podal respecto a ABC generado desde su propio incentro.
Los tres segmentos ATA, BTB y CTC se intersecan en un solo punto llamado punto de Gergonne, anotado como Ge - X(7). El punto de Gergonne se encuentra en el interior del círculo ortocentroidal, y puede ser cualquiera de sus puntos.
Curiosamente, el punto de Gergonne del triángulo es el punto simediano del triángulo de Gergonne. Para un conjunto completo de propiedades del punto de Gergonne, véase.
Las coordenadas trilineales para los vértices donde el triángulo está en contacto vienen dadas por:
- {\displaystyle {\text{vértice}}\,A=0:\sec ^{2}\left({\frac {B}{2}}\right):\sec ^{2}\left({\frac {C}{2}}\right)}
- {\displaystyle {\text{vértice}}\,B=\sec ^{2}\left({\frac {A}{2}}\right):0:\sec ^{2}\left({\frac {C}{2}}\right)}
- {\displaystyle {\text{vértice}}\,C=\sec ^{2}\left({\frac {A}{2}}\right):\sec ^{2}\left({\frac {B}{2}}\right):0}

Las coordenadas trilineales para el punto de Gergonne están dadas por:
{\displaystyle \sec ^{2}\left({\frac {A}{2}}\right):\sec ^{2}\left({\frac {B}{2}}\right):\sec ^{2}\left({\frac {C}{2}}\right)}, o, equivalentemente, por el Teorema del seno,
{\displaystyle {\frac {bc}{b+c-a}}:{\frac {ca}{c+a-b}}:{\frac {ab}{a+b-c}}}.

### Triángulo y punto de Nagel
El triángulo de Nagel de ABC es notado por los vértices XA, XB y XC que son los tres puntos donde cada circunferencia exinscrita toca al triángulo de referencia ABC y donde XA es el opuesto al vértice A, etc. Este triángulo XAXBXC se conoce como el triángulo explícito de ABC. La circunferencia circunscrita del triángulo explícito XAXBXC es llamada círculo de Mandart. Los tres segmentos AXA, BXB y CXC se denominan divisores del triángulo; cada uno de ellos biseca el perímetro del triángulo, y los tres se intersecan en un solo punto, el Punto de Nagel del triánguloNa - X(8).
Las coordenadas trilineales de los vértices del triángulo explícito están dadas por:
- {\displaystyle {\text{vértice}}\,A=0:\csc ^{2}\left({\frac {B}{2}}\right):\csc ^{2}\left({\frac {C}{2}}\right)}
- {\displaystyle {\text{vértice}}\,B=\csc ^{2}\left({\frac {A}{2}}\right):0:\csc ^{2}\left({\frac {C}{2}}\right)}
- {\displaystyle {\text{vértice}}\,C=\csc ^{2}\left({\frac {A}{2}}\right):\csc ^{2}\left({\frac {B}{2}}\right):0}

Las coordenadas trilineales del punto de Nagel están dadas por:
{\displaystyle \csc ^{2}\left({\frac {A}{2}}\right):\csc ^{2}\left({\frac {B}{2}}\right):\csc ^{2}\left({\frac {C}{2}}\right)},
o, equivalentemente a, según el teorema del seno,
{\displaystyle {\frac {b+c-a}{a}}:{\frac {c+a-b}{b}}:{\frac {a+b-c}{c}}}.
Esto es el conjugado isotómico del punto de Gergonne.